# 宮崎正弘
宮崎 正弘（みやざき まさひろ、1946年〈昭和21年〉7月19日 - ）は、日本の国際政治評論家、作家、ジャーナリスト。
拓殖大学日本文化研究所客員教授。「南シナ海問題を考える会」代表。石川県金沢市出身。

## 経歴
金沢市立十一屋町小学校、金沢市立野田中学校、石川県立金沢二水高等学校卒業。早稲田大学教育学部英語英文学科除籍。早大在学中は日本学生同盟に所属し「日本学生新聞」編集長を務めた。
雑誌「浪漫」企画室長を経て、貿易会社を経営。1982年、講談社から「もうひとつの資源戦争」を刊行し、論壇へデビュー。以降、「日米先端特許戦争」「軍事ロボット戦」「中国、次の10年」「中国大分裂」「人民元大暴落」「中国広東軍、反乱す」「金正日の核弾頭」などの著作がある。「日米安保条約二十年記念セミナー」（日本側代表　岸信介元首相、米側フォード元大統領）では委員会広報を担当、以後「日本安全保障研究センター」（加瀬英明理事長）の事務局長を二年ほど兼務。
この間、キッシンジャー元国務長官、レイ・クライン元CIA次官らを招いての日米安保シンポジウムなどを開催した。1983年夏、米国教育局の招待でクレアモント研究所に1ヶ月遊学。1984年にはニクソン米国元大統領と単独会見し、同大統領の「リアルピース」を翻訳・刊行した。また、同年出版した『アメリカ先端ビジネスの深謀』では日本で最も早い時期に、ドナルド・トランプのビジネスを紹介した。前後に、ペンタゴンペーパーや米議会|でのレフチェンコ証言録、第五世代のハイテク報告など翻訳も多く手がけた。またラジオ日本、ラジオ短波で週三回ほど番組を担当（後者は毎週土曜早朝にロスのマネー局と二元中継だった（一部英語））。
ソビエト連邦の崩壊までの数年は米国、ソ連関係の著作が多く、ベルリンの壁崩壊前後は合計十回ほど、ロシア各地、バルト三国、東欧諸国を取材し『ソ連の没落』『新生ドイツの大乱』。イスラエルのラビ外相に単独インタビュー、イラクの「アラブ平和会議」にも招かれ『湾岸戦争の嘘と真実』『テロリズムと世界宗教戦争』などを発表した。
2000年代以降は中国関係の著作が激増している。

## 人物
暴力的な活動は是とせず、純粋に思想を平和的に推進する思想・理論保守。三島由紀夫や同じく三島が主宰していた楯の会の森田必勝との交流があり、三島没後は毎年重遠社主催の憂国忌の代表役員を務める。三島由紀夫研究では『三島由紀夫「以後」』『三島由紀夫はなぜ日本回帰したのか』『三島由紀夫の現場』の三部作がある。

## 活動・主張

### 講演
講演は日本全国のほか、韓国、台湾でも行っている。また時事通信社の内外情勢調査会講師としては全国200支部のほとんどを巡回。産経新聞の「産経懇話会」でも各地の講演に呼ばれた。

### 台湾との関係
日華断交直後の1972年12月に初めて台湾に訪れる。台湾を訪れた理由は、「台湾との断交に立腹したから」としており、田中・大平外交による非情な外交に「人間として許せないものを感じた」と述べている。1973年の夏には、自民党の親台湾・親蔣介石派議員の訪台団に随行記者団の幹事として同行し国民党関係者と交流、直後に会社を立ち上げ主に中華民国（台湾）と貿易を行う。日本における中国共産党批判を展開し、結果として蔣介石政権の反中共プロパガンダの一翼を担う。その後、台湾の民主化が進むにつれ、台湾独立派の視点から論陣を張るようになる。
1999年には台湾総統李登輝、竹村健一と共同会見。以後、何回か李総統単独インタビューのため訪台した。台湾の主要選挙はすべて取材しており、陳水扁再選直前の銃撃事件では『週刊新潮」にルポを書いたり、馬英九の初当選のときは現場から中継し、2010年の五大市長選挙でも活動した。2012年の馬英九再選では選挙中と直後に二回取材、また2008年には馬英九との単独会見記を週刊朝日に掲載した。
宮崎が台湾独立派に同調する過渡期の2001年、雑誌『正論』誌上で繰り広げられた台湾独立派をめぐる西尾幹二VS小林よしのりの論争で、宮崎は「台湾庶民のホンネはどこにあるか」（2001年5月号）を寄稿しているが、この論文で、蔣介石の圧制は薄々気付いていたと書きつつ、蔣介石の圧制を受け入れる台湾人の“小心翼々とした「小島根性」”、台湾人の親日は蔣介石の圧制との比較から生じた“屈折した親日”について記述している。また、1970年代後半〜1980年代中国大陸から台湾に亡命した中国人へのインタビューでは亡命者が国民党の監視者の顔色をうかがいながら宮崎に答えていたことについて“実際には当時の台湾はなにを喋ろうが自由だった”とする記述がある。
なお宮崎は、独裁時代の台湾取材は国民党しか窓口はなかったことに触れつつ、当時は反共という立場から台湾(蔣介石一族の国民党政権)を支援していたが、同時に台湾独立を支援していたと主張している。

## 出演

### TV
- 日本文化チャンネル桜
- 朝日ニュースター

### ラジオ
- ミッキー安川のずばり勝負（アール・エフ・ラジオ日本）[7]
- マット安川のすばり勝負

## 著書

### 単著
| 刊行     | タイトル                                                                                              | 出版社                       |
| -------- | --- | ---------------------------- |
| 1981.10. | エリートビジネスマン・ロボット 新しきパートナーと共存できるか                                         | 山手書房                     |
| 1982.8   | 世界の紛争地図 資源・経済・軍事をめぐる熾烈な戦いの実態!                                              | 学陽書房                     |
| 1982.8.  | もうひとつの資源戦争                                                                                  | 講談社                       |
| 1982.9.  | 軍事ロボット戦争 狙われる日本の最先端技術                                                             | ダイヤモンド社               |
| 1983.3.  | 日米先端特許戦争 テクノロジー立国・日本の戦略                                                         | ダイヤモンド社               |
| 1983.6.  | ソ連スパイの手口 レフチェンコ事件の読み方                                                             | 山手書房                     |
| 1983.8.  | 逆常識 思い込みからの脱出（Sun business 日本の進路シリーズ）                                          | 太陽企画出版                 |
| 1984.1.  | アメリカ先端ビジネスの深謀 脅威の対日戦略のベールを剥ぐ!! 狙われる日本                                | 廣済堂出版                   |
| 1984.8.  | 世界の謀略地図 宣戦布告なき秘密戦の実態                                                               | 学陽書房                     |
| 1984.10. | ザ・日経 日本経済を動かす巨大情報機関の研究 Part2                                                     | 山手書房                     |
| 1984.12. | 福沢諭吉の発想と戦略 日本ビジネスの原点                                                               | 廣済堂出版                   |
| 1985.1.  | 住友電工・企業内ベンチャー ドキュメント（情報を先取りするスゴ腕の男たち）                             | かんき出版                   |
| 1985.5.  | 『ビジネス・ウィーク』の読み方 英語で先取りするビジネス情報                                           | ダイヤモンド社               |
| 1985.8.  | 戦国武将の情報学                                                                                      | 現代書林                     |
| 1985.9.  | ハイテク戦争でなぜアメリカは日本を恐れるのか 日米ソ・ハイテク地政学                                   | 徳間書店                     |
| 1985.12. | 頭のいい日経新聞徹底利用術 自分のデータバンクとして活用する法則                                       | 第一企画出版                 |
| 1985.12. | アメリカン・ビジネス常識のウソ アメリカを恐れすぎてないか、侮りすぎてないか                           | 日新報道                     |
| 1986.1.  | 海外情報の集め方読み方 自分だけのデータベースをもつために                                             | 第一企画出版                 |
| 1986.2.  | 信長・秀吉・家康にみる「志」の経営学                                                                  | アイペック                   |
| 1986.3.  | 中国の悲劇 中国経済はなぜ失速したのか                                                                 | 山手書房天山文庫             |
| 1986.4.  | ニューヨーク野村証券 金融自由化最前線レポート                                                         | アイペック                   |
| 1986.6.  | M&Aの研究 企業買収・合併と再構築                                                                      | エムジー                     |
| 1986.10. | 金断(レアメタル・ストップ) 日本列島は未曽有の大混乱に陥る                                             | 第一企画出版                 |
| 1986.10. | 90年代国際情勢を読む 100のキーワード                                                                  | 東急エージェンシー出版部     |
| 1986.11. | 財テク・税テク・金儲けは日経新聞のここを読め                                                          | 二見書房                     |
| 1986.11. | アメリカは何を考えているか 動き出したレーガン以後の対日戦略                                           | 太陽企画出版                 |
| 1986.12. | 徳川家康とトヨタ商法 組織を最大に活かす驚くべき経営哲学                                               | 第一企画出版                 |
| 1987.1.  | 世界マネー戦争はここまで来た 野村証券の24時間                                                         | ネスコ                       |
| 1987.1.  | 独創学 アントレプレナー伊達政宗の超優良経営術                                                         | アイペック                   |
| 1987.5   | 日米マネー戦争の読み方 マネーは日本経済をどう変えるか                                                 | 東急エージェンシー出版事業部 |
| 1987.5.  | ユダヤにこだわると世界が見えなくなる                                                                  | 二見書房                     |
| 1988.6.  | 円安時代がくる経済がこう変わる                                                                        | 世界文化社                   |
| 1987.9.  | 恐慌は来ない 世界を知れば妄説に怯えることはない                                                       | 太陽企画出版                 |
| 1988.6.  | 新数字情報利用術 日経新聞読者のための これまでの指標では先は読めない                                  | 第一企画出版                 |
| 1988.7.  | なぜソ連は信用できないか 日本を狙うゴルバチョフの詐術                                                 | アイペック                   |
| 1989.8.  | ウォール街・凄腕の男たち 現代ウォール・ストリート三国志                                               | 世界文化社                   |
| 1988.12. | 「大国の興亡」を論ず                                                                                  | 二見書房                     |
| 1988.12. | 企業国際化の条件                                                                                      | ぱる出版                     |
| 1989.1.  | ブッシュ戦略次の4年 対日経済政策はこう変わる                                                          | 泰流社                       |
| 1989.5.  | ソ連の没落 軍事大国の絶頂と衰退                                                                       | 太陽企画出版                 |
| 1990.1.  | 拝啓ブッシュ大統領殿日本人は「No」です 摩擦解消の劇薬はアメリカ大改造だ 重要8閣僚への直言             | 第一企画出版                 |
| 1990.3.  | ヨーロッパの悪夢 EC統合 円・ドル・マルクはどうなる                                                    | 光文社                       |
| 1990.6.  | 中国次の10年 日・米・ソを巻き込む"大国"の逆流を読む                                                   | 天山出版                     |
| 1990.9.  | 悲しき大国 「繁栄」から「迷走」への予兆                                                               | イースト・プレス             |
| 1990.12. | 新生ドイツの大乱 巨大マルク経済圏の誕生                                                               | 学習研究社                   |
| 1991.4.  | これからの世界経済地図 日本経済危機深刻                                                               | 世界文化社                   |
| 1991.5.  | 湾岸戦争の嘘と真実 第6次中東戦争は始まっている                                                        | 太陽企画出版                 |
| 1992.4.  | 日米烈々 孤立へ向かう米国、おびえる日本                                                               | 太陽企画出版                 |
| 1992.6.  | 世界経済、裏道をゆく 写真と文で綴る                                                                   | ダイヤモンド社               |
| 1993.1.  | クリントンの日米経済                                                                                  | 銀河出版                     |
| 1993.6.  | 新しい政治トレンドを読む 政治改革、政界再編、憲法問題、国際貢献はこうあるべきだ                       | 日新報道                     |
| 1993.12. | 賢者は最悪に備える 日本経済・大暴風雨下を生きのびる知恵                                               | スタジオ・シップ             |
| 1994.1.  | 「平岩レポート」の正しい読み方 日本経済はどうなるか                                                   | かんき出版                   |
| 1994.4.  | チャンスとリスク 沸騰する中国ビジネスの行方                                                           | 二見書房                     |
| 1994.6.  | 日本・アジア制覇をたくらむ中華帝国の野望 軍事・経済大国化を急ぐウラで密かにすすむ、中国・闇外交の真実 | ごま書房                     |
| 1994.12. | 日経新聞の徹底活用術（知的生きかた文庫）                                                              | 三笠書房                     |
| 1995.3.  | 中国大分裂 日本を襲う恐怖の衝撃波                                                                     | ネスコ                       |
| 1995.4.  | 日本経済新しい想像力                                                                                  | 総合法令出版                 |
| 1995.6.  | 中国広東軍、叛乱す!                                                                                   | 二見書房                     |
| 1995.11. | 暴落経済 1ドル=180円が迫りくる                                                                        | 総合法令出版                 |
| 1996.2.  | 今いちばん頭のいいお金が増える本 外債・外貨預金を狙え!                                                | 二見書房                     |
| 1996.5.  | インターネット情報学                                                                                  | 東急エージェンシー出版部     |
| 1997.3.  | 中国・台湾電脳大戦                                                                                    | 講談社ノベルス               |
| 1997.3.  | ユダヤ人の超発想法 ユダヤ人その強さの秘密                                                             | 総合法令出版                 |
| 1997.6.  | 日本経済はよみがえる この不況は突破できる                                                             | 総合法令出版                 |
| 1997.12. | 頭のいいシティバンク利用術 世界最大の外国銀行で、安全に「財産」を増やす                               | 光文社                       |
| 1998.3.  | 頭のいい高利回り金融商品投資術 初心者でも失敗しない「利回り9%以上」の狙い方                           | 光文社                       |
| 1998.6.  | この外資系投資信託が凄い プロが教える、初心者も成功する選び方 '98夏・秋版                             | 光文社                       |
| 1998.7.  | 金正日の核弾頭                                                                                        | 徳間書店                     |
| 1998.10. | 「円」の危機日本の危機 激化する世界通貨戦争の行方                                                     | 太陽企画出版                 |
| 1998.11. | 人民元大崩壊 中国発「世界連鎖恐慌」の衝撃                                                             | 徳間書店                     |
| 1998.12. | 大恐慌サバイバル・マニュアル                                                                          | 二見書房                     |
| 1999.3.  | 外貨金融商品で楽しく儲ける 不況知らずの投資の知恵                                                     | 太陽企画出版                 |
| 1999.8.  | 頭のいい情報活用術（知的生きかた文庫）                                                                | 三笠書房                     |
| 1999.10. | 三島由紀夫『以後』 日本が「日本でなくなる日」                                                         | 並木書房                     |
| 2000.5.  | 「株式投信」で儲けよう! リスク分散、資産4倍                                                           | かんき出版                   |
| 2000.11. | 三島由紀夫はいかにして日本回帰したのか                                                                | 清流出版                     |
| 2001.4.  | 米中対決時代がきた 日本の針路を問う                                                                   | 角川書店                     |
| 2001.7.  | 風紀紊乱たる中国                                                                                      | 清流出版                     |
| 2001.10. | 「円」VS「ドル」から 「円」VS「人民元」 中国経済の脅威と日本の空洞化                                  | かんき出版                   |
| 2001.10. | テロリズムと世界宗教戦争                                                                              | 徳間書店                     |
| 2002.2.  | 本当は中国で何が起きているのか                                                                        | 徳間書店                     |
| 2002.2.  | ユダヤ商法と華僑商法 合理主義vs地縁血縁主義                                                           | オーエス出版                 |
| 2002.5.  | 拉致                                                                                                  | 徳間文庫                     |
| 2002.8.  | ユダヤ式最強の「反撃話術」                                                                            | 成美文庫                     |
| 2002.11. | 胡錦濤・中国の新覇権戦略                                                                              | ベストセラーズ               |
| 2003.1.  | いま中国はこうなっている 最新現地取材「全33省」                                                       | 徳間書店                     |
| 2003.5.  | 迷走中国の天国と地獄                                                                                  | 清流出版                     |
| 2003.7.  | ザ・グレート・ゲーム 石油争奪戦の内幕                                                                 | 小学館文庫                   |
| 2003.7.  | ネオコンの標的                                                                                        | 二見書房                     |
| 2004.3.  | 中国のいま、3年後、5年後、10年後 高度成長か?大波乱か?                                                 | 並木書房                     |
| 2004.4.  | 中国財閥の正体 その人脈と金脈                                                                         | 扶桑社                       |
| 2004.12  | 世界経済のいま、3年後、5年後、10年後 ドル陥落、金本位制復活のシナリオ                                 | 並木書房                     |
| 2005.3.  | 中国のいま、3年後、5年後、10年後 : 繁栄維持か?大破綻か?                                               | 並木書房                     |
| 2005.5.  | 瀕死の中国                                                                                            | 阪急コミュニケーションズ     |
| 2005.6.  | 中国よ、「反日」ありがとう! これで日本も普通の国になれる                                              | 清流出版                     |
| 2005.10. | 朝鮮半島・台湾海峡のいま、3年後、5年後、10年後 日本はこの危機に耐えられるか?                          | 並木書房                     |
| 2006.1.  | 出身地でわかる中国人                                                                                  | PHP新書                      |
| 2006.2.  | 中国瓦解 こうして中国は自滅する                                                                       | 阪急コミュニケーションズ     |
| 2006.7.  | 中国人を黙らせる50の方法 ああ言われたらこうやり返せ                                                   | 徳間書店                     |
| 2006.10. | 中国から日本企業は撤退せよ                                                                            | 阪急コミュニケーションズ     |
| 2006.11. | 三島由紀夫の現場 金閣寺、豊饒の海から市ヶ谷事件現場まで                                               | 並木書房                     |
| 2007.7.  | 世界新資源戦争 中国、ロシアが狙う新・覇権                                                             | 阪急コミュニケーションズ     |
| 2007.9.  | 中国は猛毒を撒きちらして自滅する 全世界バブル崩壊の引き金を引くのも中国                               | 徳間書店                     |
| 2007.10. | 2008世界大動乱 中国発暴落が始まる 最新版                                                              | 並木書房                     |
| 2008.1.  | 崩壊する中国逃げ遅れる日本 北京五輪後に始まる戦慄のシナリオ                                           | ベストセラーズ               |
| 2008.6.  | 北京五輪後、中国はどうなる? 中国崩壊これだけの理由                                                    | 並木書房                     |
| 2008.8.  | トンデモ中国真実は路地裏にあり                                                                        | 阪急コミュニケーションズ     |
| 2008.10. | 中国がたくらむ台湾・沖縄侵攻と日本支配 侵略と強奪と独裁の現代史を読む                                 | ベストセラーズ               |
| 2009.1.  | やはり、ドルは暴落する!日本と世界はこうなる                                                           | ワック                       |
| 2009.6.  | 人民元がドルを駆逐する 「ゴールド・ラッシュ」を仕掛ける中国の野望                                     | ベストセラーズ               |
| 2009.9.  | 中国分裂七つの理由                                                                                    | 阪急コミュニケーションズ     |
| 2009.11. | 朝日新聞がなくなる日 新聞・テレビ崩壊!                                                                | ワック                       |
| 2010.1.  | 中国ひとり勝ちと日本ひとり負けはなぜ起きたか                                                          | 徳間書店                     |
| 2010.9.  | 上海バブルは崩壊する ゆがんだ中国資本主義の正体                                                       | 清流出版                     |
| 2011.1.  | オレ様国家・中国の常識                                                                                | 新潮社                       |
| 2011.2.  | ウィキリークスでここまで分かった世界の裏情勢 機密暴露の衝撃と舞台裏                                   | 並木書房                     |
| 2011.4.  | 震災大不況で日本に何が起こるのか                                                                      | 徳間書店                     |
| 2011.4.  | 中東民主化ドミノは中国に飛び火する                                                                    | 双葉新書                     |
| 2011.6.  | 自壊する中国 ネット革命の連鎖                                                                         | 文芸社文庫                   |
| 2011.7.  | 中国が日本人の財産を奪いつくす! 「土地、企業、技術」の乗っ取りが加速                                  | 徳間書店                     |
| 2011.9.  | 中国大暴走 高速鉄道に乗ってわかった衝撃の事実                                                         | 文芸社                       |
| 2011.12. | 2012年、中国の真実                                                                                    | ワック                       |
| 2012.1.  | 世界金融危機彼らは「次」をどう読んでいるか? ソロス、バフェット、ロジャーズの回答                      | 双葉新書                     |
| 2012.5.  | 中国が世界経済を破綻させる                                                                            | 清流出版                     |
| 2012.9.  | 中国権力闘争 共産党三大派閥のいま                                                                     | 文芸社                       |
| 2012.11  | 習金平の仕掛ける尖閣戦争                                                                              | 並木書房                     |
| 2012.12. | 現代中国「国盗り物語」 かくして「反日」は続く                                                         | 小学館                       |
| 2012.12  | 中国を動かす百人 習金平政権の重要人物一覧                                                             | 双葉社                       |
| 2013.3.  | 世界は金本位制に向かっている                                                                          | 扶桑社新書                   |
| 2013.3.  | 中国の『反日』で日本はよくなる                                                                        | 徳間書店                     |
| 2013.7.  | 中国バブル崩壊が始まった                                                                              | 海竜社                       |
| 2013.9   | 出身地を知らなければ、中国人は分らない                                                                | ワック                       |
| 2013.10. | 黒田官兵衛の情報学(インテリジェンス)                                                                  | 晋遊舎                       |
| 2013.11. | 取り戻せ!日本の正気                                                                                   | 並木書房                     |
| 2013.12  | 中国共産党3年以内に崩壊する!?                                                                         | 海竜社                       |
| 2014.1.  | 世界から嫌われる中国と韓国。感謝される日本                                                            | 徳間書店                     |
| 2014.5.  | 「中国の時代」は終わった                                                                              | 海竜社                       |
| 2014.8.  | 中国の「反日」で日本はよくなる                                                                        | 徳間書店                     |
| 2014.8.  | 中国 大嘘つき国家の犯罪                                                                               | 文芸社                       |
| 2014.9.  | 台湾烈烈 世界一の親日国家がヤバイ                                                                     | ビジネス社                   |
| 2014.9.  | 中国・韓国を本気で見捨て始めた世界                                                                    | 徳間書店                     |
| 2014.10  | 吉田松陰が復活する！-憂国の論理と行動-                                                                | 並木書房                     |
| 2014.12  | 日本と世界を動かす悪の「孫子」                                                                        | ビジネス社                   |
| 2015.1   | 中国経済大破綻                                                                                        | PHP研究所                    |
| 2015.3   | 中国、韓国は自滅し、アジアの時代がやってくる!                                                         | 海竜社                       |
| 2015.4   | 日本が在日米軍を買収し第七艦隊を吸収・合併する日                                                      | ビジネス社                   |
| 2015.5   | 日本に惨敗し ついに終わる中国と韓国                                                                   | 徳間書店                     |
| 2015.5   | アジアインフラ投資銀行の凄惨な末路                                                                    | PHP研究所                    |

### 共著
- 池東旭
  - 『兄弟だから許せない 日韓激辛対談』（1994.8. 学陽書房）
  - 『誰も言わない日韓・日朝ホンネとタテマエ』（1997.10. 総合法令出版）
- 黄文雄
  - 『世界が仰天する中国人の野蛮』（2008.3. 徳間書店）
- 石平
  - 『絶望の大国、中国の真実 日本人は、中国人のことを何も分かっていない!』（2009.5. ワック）
  - 『増長し、無限に乱れる「欲望大国」中国のいま』（2010.1. ワック）
  - 『中国社会の崩壊が始まった! 2013年の「中国」を予測する』（2012.9. ワック）
  - 『習近平の断末魔の叫びが聞こえる 2013年後期の中国を予測する』（2013.4. ワック）
  - 『2014年の「中国」を予測する』（2013.12. ワック）
  - 『2015年 中国の真実-中国は習近平に潰される』（2014.9. ワック）
- 西部邁
  - 『日米安保50年』（2010.1. 海竜社）
- 佐藤優
  - 『猛毒国家に囲まれた日本 ロシア・中国・北朝鮮』（2010.3. 海竜社）
- 川口マーン惠美
  - 『なぜ、中国人とドイツ人は馬が合うのか?』（2014.4. ワック）
- 室谷克実
  - 『仲良く自滅する中国と韓国:暴走と崩壊が止まらない!』（2014.6. 徳間書店）
  - 『日本に惨敗しついに終わる中国と韓国』（2015.5 徳間書店）
  - 『悪あがきを繰り返し突然死の危機に陥る中国と韓国』（2016.1 徳間書店）
- 大竹愼一
  - 『中国崩壊で日本はこうなる』（2015.1 李白社）
- 小川榮太郎
  - 『保守の原点-「保守」が日本を救う』（2015.2 海竜社）
- 渡邉哲也
  - 『激動する世界経済！ こうして突破できる日本経済』（2015.5 ワック）
- 河添恵子
  - 『中国・中国人の品性』（2017.9 ワック）

### 編著
- 『二つの山河 日系アメリカ人、かく闘えり』 （1984.3. ダイナミックセラーズ出版）
- 『日本経済新聞の重要記事 金融・景気から国際情勢まで』 （1986.3. 光文社）
- 『シナ人とは何か 内田良平の「支那観」を読む』 （2009.10. 展転社）内田良平研究会共編著

### 翻訳
- 『日本人に感謝したい アメリカの対日戦略成功の秘密』

著：マイケル・アームストロング、1981年6月1日、日新報道
- 『'86年日本は核武装する 日本の経済"力"の時代 ビジネスマンのためのセミナー3』

著：マイケル・アームストロング、1981年9月1日、かんき出版
- 『アメリカは最後通牒を突きつけた 通商圧力、そして安保廃棄・米軍撤退 ビジネスマンのためのセミナー4』

著：マイケル・アームストロング、1982年3月1日、 かんき出版
- 『ゴールド・マネー ペーパー・マネーは破局に近ずいている』

著：マイケル・アームストロング、1982年4月1日、日新報道
- 『アメリカ人のみた徳川家康 日本人の気づかない家康パワーの秘密』

著：マイケル・アームストロング、1983年2月1日、日新報道
- 『ソ連軍事戦略の秘密 大韓航空機はなぜ撃墜されたか』

著：アメリカ合衆国国防総省、1983年11月1日、ダイナミックセラーズ
- 『ソ連KGBの対日謀略 米国下院特別情報委員会 レフチェンコ証言の全貌』

監修：加瀬英明、1983年3月1日、山手書房
- 『ソ連の海洋戦略 赤い艦隊の驚くべき野望』

著：ロバート・J.ハンクス、1983年7月、学陽書房
- 『1984年の逆襲 アメリカが仕掛ける日本つぶしの論理』

著：F.W.リッチモンド、M.カハン、1984年1月1日、ダイヤモンド社
- 『ソビエト・コネクション』

共訳、著：レイ・クライン、ヨーナ・アレキサンダー、1984年9月1日、ダイナミックセラーズ
- 『第五世代ハイテク産業 技術王国・日本の挑戦』

共訳：小田健、著：アメリカ合衆国商務省、1984年1月1日、ダイナミックセラーズ
- 『リアル・ピース』

著：リチャード・ニクソン、1984年7月1日、ダイナミックセラーズ
- 『ウォールストリート・ジャーナルで読む日本 日本企業と日本人への視線』

監訳、1988年4月1日、光文社

### 寄稿
- 「正論」 - 産経新聞社
- 「諸君!」- 文藝春秋
- 週刊新潮
- 週刊現代
- WiLL
- Voice
- 北國新聞